# Juan de Mariana
Juan de Mariana (Talavera de la Reina, 1536 - Toledo, 1624) fou un historiador jesuïta, encarregat de supervisar l'adequació dels escrits als cànons religiosos oficials.

## Biografia
Juan de Mariana era fill del degà de la col·legiata de Talavera de la Reina, Juan Martínez de Mariana. Ingressà en la Companyia de Jesús el 1554; feu el noviciat a Simancas amb Sant Francesc de Borja, i els seus estudis a la Universitat d'Alcalà. Ensenyà teologia a Roma (1561) i a París. Va romandre per França, Itàlia i Flandes dedicat a la meditació i altres activitats del seu orde.
Es retirà, malalt, a Toledo (1574) i allà passà la resta de la seva vida. Va intervindre en la censura de la Bíblia Poliglota d'Anvers (1569-72), posant-se al costat de Benito Arias Montano; en la redacció de l'Índex de llibres prohibits que manà formar el cardenal Quiroga, i en un concili de Toledo (1582).
S'oposà sempre a l'anomenat “benefici curat” (l'eclesiàstic que té obligació annexa de sacerdot d'ànimes), en les diòcesis. Prengué part en l'edició de les obres de sant Isidor, publicades el 1599 amb el nom de Grial.
La seva vida es veié amargada per seriosos disgusts dels que en pogué sortir airós: el doctor Fernando de Acevedo denuncià el 1609 els Tractatus septem. Se'l processà i condemnà a presó, culpat d'acusar als ministres que es veieren al·ludits en el De monetae mutatione: el duc de Lerma assolí del pontífex que el nunci hi intervingues, i s'empresonà a Mariana en el convent de Sant Francesc a Madrid, on se'l va sotmetre a procés; tot acabà, tanmateix, amb una greu amonestació.
Sofrí molt, així mateix, acusat d'haver subestimat el text de la Vulgata, en llur cèlebre dictamen envers la Bíblia poliglota d'Anvers i haver acceptat interpretacions rabíniques.

## L'obra
L'obra de Mariana és un monument de la història i tradicions espanyoles, com la de Titus Livi de les romanes. Cap historiador l'avantatja en llur monumental Historia General de España, la qual ocupà bona part de la seva vida, posant en les seves pàgines tot el fervor i la dedicació d'un erudit. Pla i natural en l'estil, arcaic i simple en la construcció de la prosa, acolorit i brillant en les descripcions, Mariana cisellà retrats que són models de perfecció.
La seva obra De Rege et regis institutione, seguint les idees d'Erasme i oposant-se a les de Maquiavel, estudià l'origen del poder, l'educació del príncep i els deures del rei en el govern dels pobles (política, diplomàcia, impostos, justícia, etc.). Dels Tractatus septe són més interessants el De monetae mutatione, que estudia els inconvenients de crear moneda fiduciària i l'alteració del valor de la moneda, i analitza les elucubracions dels arbitristes; el De spectaculis, quadre dels costums de la seva època (curses de braus, teatre), en què flagel·la alguns abusos, i el De morte et inmortalitate, diàleg a la manera del De la lengua, que davant del paisatge bell i pintoresc dels horts i camps fruiters de Toledo, presenta al lector les greus meditacions d'ultratomba. Els altres són el De adventu Jacobi, el Pro editione Vulgatae, el De annis arabum i el De Miraculis.
La seva història d'Espanya i de Portugal comprèn des dels temps primitius fins a la mort de Ferran el Catòlic (1516: Historiae de rebus Hispaniae libri XXX. Els primers 25 llibres, que arribaven a 1492, aparegueren a Toledo (1592); l'obra completa, a Magúncia (1605).
Per a Mariana la història d'Espanya consistia en el relat de la seva població i govern des dels orígens, llurs desastres i les seves glòries. També va escriure l'obra en vers sobre passatges bíblics Scholia in Vetus ac Novum Testamentum.